# 4 by The Beatles
4 by The Beatles är den tredje amerikanska EP-skivan av den brittiska rockgruppen The Beatles, utgiven den 1 februari 1965 på Capitol Records. Alla sånger på EP-skivan kommer från det europeiska albumet Beatles for Sale och det amerikanska albumet Beatles '65.

## Låtlista
| 1. | "Honey Don't" | Carl Perkins                | Ringo Starr | 2:56 |
| 2. | "I'm a Loser" | John Lennon, Paul McCartney | John Lennon | 2:30 |

| 1.           | "Mr. Moonlight"                    | Roy Lee Johnson | John Lennon     | 2:39  |
| 2.           | "Everybody's Trying to Be My Baby" | Carl Perkins    | George Harrison | 2:25  |
| Total längd: | Total längd:                       | Total längd:    | Total längd:    | 10:26 |